# Ракетохвостая сизоворонка
Ракетохвостая сизоворонка (лат. Coracias spatulatus) — вид птиц из семейства сизоворонковых (Coraciidae). Подвидов не выделяют.
Вид распространён в тропической Африке южнее Сахары. Встречается в Анголе, на юге Конго и Танзании, в Замбии, Зимбабве, Малави, Мозамбике и на севере Ботсваны.
Птицы длиной 28—30 см, включая 8-сантиметровый вилочковый хвост, и весом 88—111 г. Спина и крылья коричневые. Макушка головы зеленоватая, лоб и надбровная полоса белые. Брюхо, низ крыльев и хвост светло-голубые с белыми полосами. Клюв чёрный, глаза коричневые, ноги тёмно-жёлтые.
Обитает в саваннах. Держится в одиночку, парами или группами до 20 птиц. Часто сидит на верхушках деревьев и кустарников, откуда охотится на насекомых, ящериц, скорпионов, слизней, мелких птиц и грызунов. Гнёзда обустраивает в дуплах деревьев, термитниках, заброшенных домах. В кладке 3—4 белых яйца. Насиживают оба партнёра по очереди.